# Platytaenia multicaule
Platytaenia multicaule är en flockblommig växtart som beskrevs av Nasir. Platytaenia multicaule ingår i släktet Platytaenia och familjen flockblommiga växter. Inga underarter finns listade i Catalogue of Life.